# روب وينغر
روب وينغر هو شاعر كندي، ولد في 1974.